# Lista de episódios de DuckTales (2017)
Abaixo, segue-se a lista de episódios de DuckTales, uma série produzida pela Disney Television Animation, baseada na série de 1987, também chamada de DuckTales. Estreou a 12 de agosto de 2017.
Estreou em Portugal a 11 de novembro de 2017. No Brasil estreou dia 4 de fevereiro de 2018.

## Episódios
| Temporada | Temporada | Episódios | Exibição original     | Exibição original      | Exibição em Portugal   | Exibição em Portugal   | Exibição no Brasil     | Exibição no Brasil     |
| Temporada | Temporada | Episódios | Estreia de temporada  | Final de temporada     | Estreia de temporada   | Final de temporada     | Estreia de temporada   | Final de temporada     |
| --------- | --------- | --------- | --------------------- | ---------------------- | ---------------------- | ---------------------- | ---------------------- | ---------------------- |
|           | 1         | 25        | 12 de agosto de 2017  | 18 de agosto de 2018   | 11 de novembro de 2017 | 30 de novembro de 2018 | 4 de fevereiro de 2018 | 23 de dezembro de 2018 |
|           | 2         | 25        | 20 de outubro de 2018 | 12 de setembro de 2019 | 6 de maio de 2019      | 17 de abril de 2020    | 23 de dezembro de 2018 | 23 de maio de 2020     |
|           | 3         | 25        | 4 de abril de 2020    | 15 de março de 2021    | 29 de outubro de 2021  | 21 de julho de 2022    | 1 de junho de 2020     | 11 de junho de 2021    |

### 1ª Temporada (2017-18)
| # | #    | Titulo | Dirigido por                       | Escrito por                                                      | Estreias                                                           | Código de produção | Audiência (em milhões) |
| --- | ---- | --- | ---------------------------------- | ---------------------------------------------------------------- | ------------------------------------------------------------------ | ------------------ | ---------------------- |
| 12 | 12   | "Woo-Oo! (PT/BR)" "Woo-oo!" | Dana Terrace e John Aoshima        | Francisco Angones                                                | 12 de agosto de 2017 11 de novembro de 2017 4 de fevereiro de 2018 | 101102             | 0.28                   |
| Donald leva Huguinho, Zezinho e Luisinho para a mansão do Tio Patinhas, onde ficam fechados e desvendam segredos antigos e provocam uma aventura maior do que esperavam. As tentativas de Zezinho para impressionar o Tio Patinhas numa viagem à cidade perdida de Atlântida dão problemas. Donald tenta proteger os rapazes do seu novo patrão, Pão-Duro MacMônei que tenta destruí-los. |      | |                                    |                                                                  |                                                                    |                    |                        |
| 3 | 3    | "Dia de Perdição! (PT) Rolezinho da Perdição! (BR)" "Daytrip of Doom!"                                                                           | Dana Terrace                       | Rachel Vine                                                      | 23 de setembro de 2017 18 de novembro de 2017 4 de março de 2018   | 103                | 0.34                   |
| Os sobrinhos levam Patrícia ao Lar do funso's lá têm um encontro perigoso com os Irmãos Metralha. Donald revolta-se contra as regras rígidas da mansão impostas por Madame Patilda. |      | |                                    |                                                                  |                                                                    |                    |                        |
| 4 | 4    | "A Grande Perseguição da Moedinha! (PT) A Grande Caça à Moeda! (BR)" "The Great Dime Chase!"                                                     | John Aoshima                       | Madison Bateman                                                  | 23 de setembro de 2017 18 de novembro de 2017 4 de março de 2018   | 105                | 0.41                   |
| Luisinho gasta acidentalmente a moeda número um do Tio Patinhas e pede ajuda ao inventor louco Professor Pardal. Ao mesmo tempo, Zezinho e Patrícia veem-se envolvidos numa conspiração. |      | |                                    |                                                                  |                                                                    |                    |                        |
| 5 | 5    | "A Desgraça de Aniversário dos Metralha! (PT) O Massacre do Aniversário dos Metralhas! (BR)" "The Beagle Birthday Massacre!"                     | Dana Terrace                       | Robert Snow                                                      | 30 de setembro de 2017 25 de novembro de 2017 4 de março de 2018   | 106                | 0.38                   |
| Depois de invadirem a festa da Mãe Metralha, Patrícia e Lena, a sua nova amiga misteriosa, têm de lutar para conseguir escapar dos Metralha e voltar para casa. |      | |                                    |                                                                  |                                                                    |                    |                        |
| 6 | 6    | "Terror dos Terra-efermianos! (PT) O Terror dos Terra-Formes! (BR)" "Terror of the Terra-firmians!"                                              | Matthew Humphreys e Tom Owens      | Christian Magalhaes                                              | 7 de outubro de 2017 26 de outubro de 2018 10 de março de 2018     | 110                | 0.39                   |
| Depois de ver um filme de terror, Huguinho, Patrícia e Lena exploram uma linha de metrô abandonada em busca de criaturas lendárias, os Terra-firmians, apenas para acabarem presos no subsolo com a Madame Patilda, Luisinho, Zezinho e Capitão Boing. Enquanto eles lutam para escapar, Boing torna-se cada vez mais paranoico, deixando Zezinho para ajudá-lo a voltar aos seus sentidos. Enquanto isso, Huginho e Patrícia discutem sobre a existência das criaturas, já que o primeiro acredita apenas em seu Manual do Escoteiro-Mirim e tem medo de fazer qualquer coisa que não siga suas instruções. No final, entretanto, os dois se reconciliam e descobrem que os terraristas são realmente reais. No meio de sua aventura, Lena luta para ganhar a confiança da Madame Patilda enquanto secretamente recebe instruções de Maga Patalójika. |      | |                                    |                                                                  |                                                                    |                    |                        |
| 7 | 7    | "A Casa do Gastão Sortudo! (PT/BR)" "The House of the Lucky Gander!"                                                                             | Matthew Humphreys e Tom Owens      | Christian Magalhaes                                              | 14 de outubro de 2017 2 de dezembro de 2017 17 de março de 2018    | 107                | 0.34                   |
| Donald compete com seu primo Gastão para impressionar Luisinho numa estância de luxo misteriosa, enquanto isso Patinhas não consegue afastar as crianças das distrações infinitas para irem caçar um tesouro. |      | |                                    |                                                                  |                                                                    |                    |                        |
| 8 | 8    | "O Estágio Infernal de Mark Penas! (PT) O Estágio Infernal com Mark Bico! (BR)" "The Infernal Internship of Mark Beaks!"                         | John Aoshima                       | Colleen Evanson                                                  | 21 de outubro de 2017 26 de novembro de 2017 17 de março de 2018   | 108                | 0.32                   |
| Huguinho compete com Zezinho por um cobiçado estágio com o mais recente bilionário da tecnologia de Patópolis, Mark Bico, enquanto Patinhas e MacMônei formam uma parceria para derrotarem o novo concorrente. |      | |                                    |                                                                  |                                                                    |                    |                        |
| 9 | 9    | "As Múmias Vivas de Tot-Rá! (PT) As Múmias Vivas de Toth-Ra! (BR)" "The Living Mummies of Toth-Ra!"                                              | Dana Terrace                       | Madison Bateman                                                  | 28 de outubro de 2017 3 de dezembro de 2017 24 de março de 2018    | 109                | 0.29                   |
| Numa pirâmide perdida, Luisinho descobre uma profecia de um faraó, obrigando Patinhas e Capitão Boing a convencerem um grupo de múmias vivas a salvarem-no. |      | |                                    |                                                                  |                                                                    |                    |                        |
| 10 | 10   | "O Cume Impossível do Monte Sem-descansoeste! (PT) A Impossível Escalada do Monte Neverest! (BR)" "The Impossible Summit of Mt. Neverrest!"      | Tom Owens e Matt Youngberg         | Francisco Angones e Noelle Stevenson                             | 2 de dezembro de 2017 10 de fevereiro de 2018 24 de março de 2018  | 104                | 0.40                   |
| Patinhas e Huguinho estão determinados a serem os primeiros a pisar no monte Neverrest, mas a montanha tem um segredo traiçoeiro que testa a capacidade deles de compromisso e de sobrevivência. |      | |                                    |                                                                  |                                                                    |                    |                        |
| 11 | 11   | "A Lança de Selene! (PT/BR)" "The Spear of Selene!"                                                                                              | Dana Terrace                       | Madison Bateman                                                  | 4 de maio de 2018 4 de junho de 2018 9 de junho de 2018            | 112                | 1.09                   |
| Donald é arrastado para um conflito entre Patinhas e Zeus, enquanto isso, Zezinho e Patrícia procuram um artefato que poderá trazer a verdade sobre Dumbela. |      | |                                    |                                                                  |                                                                    |                    |                        |
| 12 | 12   | "Cuidado com o Sistema A.M.I.G.O.! (PT/BR)" "Beware the B.U.D.D.Y. System!"                                                                      | John Aoshima                       | Francisco Angones                                                | 11 de maio de 2018 5 de junho de 2018 21 de maio de 2018           | 114                | 0.68                   |
| Quando Mark Penas inventa um carro que se conduz sozinho e não bate, Capitão Boing sente-se ameaçado e recruta Patralhão, o estagiário determinado do Professor Pardal, para o ajudar a derrotar a ameaça mecânica. |      | |                                    |                                                                  |                                                                    |                    |                        |
| 13 | 13   | "Os Elos Perdidos de Moorshire! (PT/BR)" "The Missing Links of Moorshire!"                                                                       | Matthew Humphreys                  | Ben Joseph                                                       | 18 de maio de 2018 6 de junho de 2018 21 de maio de 2018           | 113                | 0.87                   |
| A habilidade natural de Zezinho para o golfe desafia o ego de Patinhas, enquanto, de buraco a buraco, um campo de golfe aparentemente inocente leva o grupo até aos sarilhos. |      | |                                    |                                                                  |                                                                    |                    |                        |
| 14 | 14   | "McMistério na McMansão McPato! (PT) Mistério da Mansão Patinhas! (BR)" "McMystery at McDuck McManor!"                                           | Colleen Evanson                    | John Aoshima                                                     | 25 de maio de 2018 7 de junho de 2018 3 de setembro de 2018        | 111                | 0.78                   |
| Quando Patinhas desaparece, sua festa de aniversário torna-se um mistério numa sala trancada, em que Huguinho é o detetive e todos são suspeitos. |      | |                                    |                                                                  |                                                                    |                    |                        |
| 15 | 15   | "Tubarão de Dinheiro! (PT) Tubarão! (BR)" "Jaw$!"                                                                                                | Matthew Humphreys                  | Collen Evanson                                                   | 16 de junho de 2018 22 de outubro de 2018 7 de setembro de 2018    | 116                | 0.67                   |
| Quando Lena solta um tubarão mágico de dinheiro na Caixa-forte de Patinhas, a caça ao tubarão a faz testar sua lealdade a Maga Patalójika e sua amizade com Patrícia. |      | |                                    |                                                                  |                                                                    |                    |                        |
| 16 | 16   | "A Lagoa Dourada das Planícies da Agonia! (PT) A Lagoa Dourada das Planícies Brancas da Agonia! (BR)" "The Golden Lagoon of White Agony Plains!" | John Aoshima                       | Bob Snow                                                         | 23 de junho de 2018 23 de outubro de 2018 10 de setembro de 2018   | 117                | 0.82                   |
| Patinhas tem de trabalhar junto com a ladra Graciosa Dora, sua ex-parceira e ex-namorada, numa expedição ao Klondike, para descobrir o tesouro que nunca descobriram. |      | |                                    |                                                                  |                                                                    |                    |                        |
| 17 | 17   | "Dia do Filho Único! (PT) O Dia do Filho Único! (BR)" "Day of the Only Child!"                                                                   | Dana Terrace e Tanner Johnson      | Bob Snow                                                         | 30 de junho de 2018 24 de outubro de 2018 14 de setembro de 2018   | 115                | 0.78                   |
| Zezinho cria um feriado especial para o trio experienciar um dia em que os gêmeos estão totalmente livres uns dos outros, mas os seus desejos viram-se contra eles e têm de trabalhar juntos para resolver a confusão. |      | |                                    |                                                                  |                                                                    |                    |                        |
| 18 | 18   | "Os Ficheiros Confidenciais da Agente 22! (PT) Dos Arquivos Confidenciais da Agente 22! (BR)" "From the Confidential Casefiles of Agent 22!"     | Tanner Johnson                     | Christian Magalhaes                                              | 7 de julho de 2018 25 de outubro de 2018 17 de setembro de 2018    | 118                | 0.71                   |
| Patinhas debate com a infiltrada Patrícia durante uma operação secreta para salvar Patilda de uma velha inimiga dos seus dias de espiões nos anos 60. |      | |                                    |                                                                  |                                                                    |                    |                        |
| 19 | 19   | "Quem é o Gizmopato?! (PT) Quem é o Robopato?! (BR)" "Who is Gizmoduck?!"                                                                        | Tanner Johnson                     | Christian Magalhaes                                              | 14 de julho de 2018 12 de novembro de 2018 24 de setembro de 2018  | 121                | 0.67                   |
| Quando Patralhão acidentalmente usa a armadura de Robopato para salvar Huguinho de um assalto a um banco, Mark Bico convence-o a deixar as Indústrias McPato para se tornar um super-herói financiado pela população. |      | |                                    |                                                                  |                                                                    |                    |                        |
| 20 | 20   | "A Outra Caixa do Patinhas McPato! (PT) O Outro Cofre de Patinhas McPato! (BR)" "The Other Bin of Scrooge McDuck!"                               | John Aoshima                       | Colleen Evanson                                                  | 21 de julho de 2018 13 de novembro de 2018 29 de setembro de 2018  | 120                | 0.70                   |
| Lena usa Patrícia para se infiltrar no cofre onde Patinhas McPato guarda seus artefatos mais perigosos, mas estará Lena finalmente farta da manipulação de Maga? |      | |                                    |                                                                  |                                                                    |                    |                        |
| 21 | 21   | "Piratas Aéreos...No Ar! (PT) Piratas do Céu... No Céu! (BR)" "Sky Pirates...In the Sky!"                                                        | Matthew Humphreys                  | Madison Bateman                                                  | 28 de julho de 2018 14 de novembro de 2018 18 de novembro de 2018  | 119                | 0.63                   |
| Cansado de ser ignorado pela sua família, Zezinho vai longe demais em sua busca por atenção quando se junta ao exuberante Don Karnage e ao seu grupo feroz de Piratas Aéreos Cantores. |      | |                                    |                                                                  |                                                                    |                    |                        |
| 22 | 22   | "O(s) Segredo(s) do Castelo McPato! (PT/BR)" "The Secret(s) of Castle McDuck!"                                                                   | Matthew Humphreys                  | Bob Snow                                                         | 4 de agosto de 2018 19 de novembro de 2018 18 de novembro de 2018  | 122                | 0.72                   |
| Numa viagem em família ao seu castelo ancestral escocês, Patinhas tem de convencer seu pai teimoso a abrir mão de um secreto tesouro da família. |      | |                                    |                                                                  |                                                                    |                    |                        |
| 23 | 23   | "O Último Acidente do Caça-sol! (PT) O Último Acidente do Caça Solar! (BR)" "The Last Crash of the Sunchaser!"                                   | John Aoshima                       | Francisco Angones                                                | 11 de agosto de 2018 20 de novembro de 2018 18 de novembro de 2018 | 123                | 0.73                   |
| Presos no avião no pico de uma montanha perigosa, as crianças tentam juntar uma fotografia rasgada e finalmente confrontar Patinhas acerca do desaparecimento de Dumbela. |      | |                                    |                                                                  |                                                                    |                    |                        |
| 2425 | 2425 | "A Guerra das Sombras! (PT) A Guerra das Sombras da Maga Patalógica! (BR)" "The Shadow War!"                                                     | Matthew Humphreys e Tanner Johnson | Madison Bateman, Colleen Evanson, Christian Magalhaes e Bob Snow | 18 de agosto de 2018 30 de novembro de 2018 23 de dezembro de 2018 | 124125             | 0.72                   |
| Após a família se separar, Maga ataca um Patinhas McPato vulnerável para finalmente ficar com a sua Moedinha nº1. Quando o exército de sombras de Maga leva Patópolis ao caos, a família junta-se para salvar Tio Patinhas, enquanto as crianças provam que são tão aventureiros como os adultos. |      | |                                    |                                                                  |                                                                    |                    |                        |

### 2ª Temporada (2018-19)
| # | #    | Titulo | Dirigido por                 | Escrito por                                                      | Estreias                                                            | Código de produção | Audiência (em milhões) |
| --- | ---- | --- | ---------------------------- | ---------------------------------------------------------------- | ------------------------------------------------------------------- | ------------------ | ---------------------- |
| 26 | 1    | "A Noite mais Perigosa... com Jogos! (PT) A Mais Perigosa Noite... de Jogos! (BR)" "The Most Dangerous Game... Night!"  | Bob Hathcock                 | Francisco Angones                                                | 20 de outubro de 2018 6 de maio de 2019 10 de janeiro de 2019       | 201                | 0.58                   |
| Quando a noite calma em família que Luisinho imaginou corre mal, a família lida com um raio de encolhimento, uma civilização secreta e uma competição pouco saudável. |      | |                              |                                                                  |                                                                     |                    |                        |
| 27 | 2    | "As Profundezas do Primo Peninha! (PT) Nas Profundezas com o Primo Peninha! (BR)" "The Depths of Cousin Fethry!"        | Matthew Humphreys            | Christian Magalhaes                                              | 27 de outubro de 2018 13 de julho de 2019 17 de janeiro de 2019     | 202                | 0.60                   |
| O primo Peninha leva Huguinho e Zezinho numa expedição a um laboratório subaquático onde encontram a criatura mais estranha no fundo do mar. |      | |                              |                                                                  |                                                                     |                    |                        |
| 28 | 3    | "A Balada do Duke Artista! (PT) A Balada de Duque Mortadela! (BR)" "The Ballad of Duke Baloney!"                        | Jason Zurek                  | Colleen Evanson                                                  | 3 de novembro de 2018 7 de maio de 2019 24 de janeiro de 2019       | 203                | 0.52                   |
| Os meninos investigam a origem misteriosa de MacMônei. |      | |                              |                                                                  |                                                                     |                    |                        |
| 29 | 4    | "A Cidade das Pessoas Simpáticas! (PT) A Cidade Onde Todos Eram Legais! (BR)" "The Town Where Everyone Was Nice!"       | Tanner Johnson               | Madison Bateman                                                  | 10 de novembro de 2018 8 de maio de 2019 31 de janeiro de 2019      | 204                | 0.55                   |
| Donald reúne-se com a sua antiga turma, Os Três Caballeros, enquanto a família conhece uma cidade brasileira com um segredo sombrio. |      | |                              |                                                                  |                                                                     |                    |                        |
| 30 | 5    | "Cegonhules na Patolândia! (PT) Avércules em Patópolis! (BR)" "Storkules in Duckburg!"                                  | Matthew Humphreys            | Bob Snow                                                         | 17 de novembro de 2018 9 de maio de 2019 7 de fevereiro de 2019     | 205                | 0.57                   |
| Luisinho deseja abrir sua própria empresa, mas não consegue decidir que tipo. Enquanto isso, Donald aluga um quarto em sua casa-barco, mas fica surpreso que Storkules, que foi expulso por seu pai, é o locatário. No entanto, o herói grego logo descobre que um rebanho de harpias o seguiu até Patópolis e está causando estragos. Vendo isso como uma oportunidade, Luisinho começou um negócio de controle de monstros, "Harp-B-Gone", com Huguinho, Patrícia e Avércules. No entanto, Avércules os armazena secretamente na casa-barco, e eles eventualmente se libertam e decolam com Donald. No final, "Harp-B-Gone" salva Donald e recaptura as harpias. Luisinho percebe que deixou seu sucesso subir à cabeça e dissolve o negócio, dando as harpias para Patinhas para usar como trabalhador em uma empresa de limonada depois de perceber seu potencial. |      | |                              |                                                                  |                                                                     |                    |                        |
| 31 | 6    | "Último Natal! (PT) O Natal Passado! (BR)" "Last Christmas!"                                                            | Jason Zurek                  | Francisco Angones                                                | 1 de dezembro de 2018 13 de dezembro de 2019 23 de dezembro de 2018 | 206                | 0.53                   |
| O Tio Patinhas celebra o Natal com os seus amigos fantasmas viajantes no tempo, enquanto o Zezinho, perdido no tempo, se junta ao Pequeno Donald para encontrar a sua mãe no Natal. |      | |                              |                                                                  |                                                                     |                    |                        |
| 32 | 7    | "O Que É Que Aconteceu à Dumbela?! (PT) O Que Aconteceu com a Dumbela Pato?! (BR)" "What Ever Happened To Della Duck?!" | Tanner Johnson               | Madison Bateman e Colleen Evanson                                | 9 de março de 2019 20 de maio de 2019 28 de abril de 2019           | 207                | 0.61                   |
| Abandonada, Dumbela tenta sobreviver contra os elementos estranhos da Lua. Conseguirá ela encontrar uma forma de voltar para junto da sua família na Terra? |      | |                              |                                                                  |                                                                     |                    |                        |
| 33 | 8    | "Tesouro da Lâmpada Encontrada! (PT) O Tesouro da Lâmpada! (BR)" "Treasure of the Found Lamp!"                          | Jason Zurek                  | Christian Magalhaes                                              | 7 de maio de 2019 21 de maio de 2019 7 de setembro de 2019          | 209                | 0.32                   |
| Enquanto os rapazes procuram um artefato perdido em Patópolis, Patinhas e Patrícia despistam o guerreiro que o procura com uma aventura falsa. |      | |                              |                                                                  |                                                                     |                    |                        |
| 34 | 9    | "O Bandido Patinhas McPato! (PT) Patinhas McPato, o Fora da Lei! (BR)" "The Outlaw Scrooge McDuck!"                     | Tanner Johnson               | Christian Magalhaes                                              | 8 de maio de 2019 22 de maio de 2019 14 de setembro de 2019         | 210                | 0.26                   |
| No Velho Oeste, Patinhas e Dora formam um bando de bandidos e encenam um assalto para salvar uma pequena cidade do homem de negócios corrupto Patacôncio. |      | |                              |                                                                  |                                                                     |                    |                        |
| 35 | 10   | "A Solução dos 87 Cêntimos! (PT) A Solução de 87 Centavos! (BR)" "The 87 Cent Solution!"                                | Matthew Humphreys            | Bob Snow                                                         | 9 de maio de 2019 23 de maio de 2019 21 de setembro de 2019         | 211                | 0.36                   |
| As crianças têm de deter a obsessão insalubre do Tio Patinhas com algumas moedas perdidas, para impedir que se torne no próximo MacMônei. |      | |                              |                                                                  |                                                                     |                    |                        |
| 36 | 11   | "A Lança Dourada! (PT/BR)" "The Golden Spear!"                                                                          | Jason Zurek                  | Bob Snow                                                         | 10 de maio de 2019 3 de junho de 2019 28 de setembro de 2019        | 212                | 0.33                   |
| Enquanto Dumbela reconstrói a Lança de Selene, Penumbra fica convencida de que ela está planejando um ataque. |      | |                              |                                                                  |                                                                     |                    |                        |
| 37 | 12   | "Nada Para a Dumbela! (PT) Nada Pode Impedir Dumbela Pato! (BR)" "Nothing Can Stop Della Duck!"                         | Tanner Johnson               | Colleen Evanson                                                  | 13 de maio de 2019 5 de junho de 2019 28 de setembro de 2019        | 213                | 0.43                   |
| Dumbela enfrentou todos os perigos existentes na lua para se reunir com sua família, mas o seu maior desafio ainda está por vir. |      | |                              |                                                                  |                                                                     |                    |                        |
| 38 | 13   | "Invasores do Cofre do Apocalipse! (PT) Caçadores do Cofre do Juízo Final! (BR)" "Raiders of the Doomsday Vault!"       | Matthew Humphreys            | Madison Bateman                                                  | 14 de maio de 2019 5 de julho de 2019 2 de novembro de 2019         | 214                | 0.41                   |
| Numa aventura ártica, Zezinho tenta mostrar o que vale à mãe. Entretanto, Patinhas junta-se a Macmônei para os encontrar. |      | |                              |                                                                  |                                                                     |                    |                        |
| 39 | 14   | "A Amizade Detesta a Magia! (PT) A Amizade Detesta Magia! (BR)" "Friendship Hates Magic!"                               | Matthew Humphreys            | Rachel Vine                                                      | 15 de maio de 2019 6 de junho de 2019 9 de novembro de 2019         | 208                | 0.33                   |
| Presa como uma sombra, Lena tenta proteger Patrícia de sua nova e suspeita amiga, Asa-de-sabre, durante uma festa do pijama sobrenatural. |      | |                              |                                                                  |                                                                     |                    |                        |
| 40 | 15   | "A Química Perigosa de Gandra Dee! (PT/BR)" "The Dangerous Chemistry of Gandra Dee!"                                    | Jason Zurek                  | Christian Magalhaes                                              | 16 de maio de 2019 30 de março de 2020 16 de novembro de 2019       | 215                | 0.34                   |
| Com a ajuda de Huguinho e Patrícia, Mário galanteia uma cientista rebelde e acaba por descobrir os seus planos malvados para o Robopato. |      | |                              |                                                                  |                                                                     |                    |                        |
| 41 | 16   | "O Retorno do Cavaleiro-pato! (PT) O Retorno do Pato das Trevas! (BR)" "The Duck Knight Returns!"                       | Tanner Johnson               | Francisco Angones                                                | 17 de maio de 2019 31 de março de 2020 23 de novembro de 2019       | 216                | 0.39                   |
| Quando Patinhas e Zezinho criam um filme sinistro do Darkwing Duck, o Capitão Boing junta-se ao Darwking Duck original para o impedir. |      | |                              |                                                                  |                                                                     |                    |                        |
| 42 | 17   | "O Que É Que Aconteceu ao Donald?! (PT) O Que Aconteceu Com o Pato Donald?! (BR)" "What Ever Happened to Donald Duck?!" | Jason Reicher e Jason Zurek  | Colleen Evanson                                                  | 3 de setembro de 2019 2 de abril de 2020 30 de novembro de 2019     | 218                | 0.30                   |
| Donald luta para sair da lua e avisar a Terra da invasão iminente por parte dos habitantes da lua. Entretanto, Patrícia ajuda Zezinho a investigar o caso do tio perdido. |      | |                              |                                                                  |                                                                     |                    |                        |
| 43 | 18   | "Parabéns, Asnésio! (PT) Feliz Aniversário, Asnésio! (BR)" "Happy Birthday, Doofus Drake!"                              | Matthew Humphreys            | Bob Snow e Francisco Angones                                     | 4 de setembro de 2019 1 de abril de 2020 4 de janeiro de 2020       | 217                | 0.17                   |
| Luisinho e Dora formam um plano na festa perigosa de Asnésio, enquanto Huguinho sai da sua zona de conforto no seu jogo online preferido. |      | |                              |                                                                  |                                                                     |                    |                        |
| 44 | 19   | "O Pesadelo em Killmotor Hill! (PT) O Pesadelo na Mansão McPato! (BR)" "A Nightmare on Killmotor Hill!"                 | Tanner Johnson               | Emmy Cicierega                                                   | 5 de setembro de 2019 6 de abril de 2020 11 de janeiro de 2020      | 219                | 0.25                   |
| Quando a viagem dos meninos pelo mundo dos sonhos se transforma num pesadelo, Lena receia estar destinada a tornar-se igual à sua tia Maga Patalógica. |      | |                              |                                                                  |                                                                     |                    |                        |
| 45 | 20   | "O Arsenal Dourado de Cornélio Patus! (PT/BR)" "The Golden Armory of Cornelius Coot!"                                   | Matthew Humphreys            | Christian Magalhaes e Bob Snow                                   | 6 de setembro de 2019 7 de abril de 2020 18 de janeiro de 2020      | 220                | 0.21                   |
| Com os Metralhas atrás de Patrícia e os rapazes, eles procuram o tesouro perdido da família, enquanto Dumbela ensina o Capitão Boing a pilotar verdadeiramente. |      | |                              |                                                                  |                                                                     |                    |                        |
| 46 | 21   | "Tufempo! (PT) Fura-Tempo! (BR)" "Timephoon!"                                                                           | Jason Zurek                  | Madison Bateman                                                  | 9 de setembro de 2019 8 de abril de 2020 25 de janeiro de 2020      | 221                | 0.15                   |
| Enquanto prepara a mansão para um furacão, a Madame Patilda confronta Dumbela sobre sua falta de rigidez. Enquanto isso, Lusinho cria um novo plano, a caça ao tesouro através do tempo com a banheira do tempo do Professor Pardal, mas algo errado acontece quando transforma o dito furacão em um "timephoon", trazendo pessoas do passado para o presente. Na tentativa de detê-lo, Lusinho devolve os tesouros, mas falha e é repreendido por Dumbela. As coisas vão de mal a pior, pois cada membro da família é enviado para um período de tempo diferente, restando apenas Lusinho. No final, com a ajuda de um caveduck chamado Bubba, Lusinho retorna os deslocados no tempo e todos voltam. No entanto, enquanto os outros perdoam Lusinho, Dumbela o repreende por suas ações. Depois, Huguinho questiona se Bubba pode ter sido um ancestral do clã McPato. |      | |                              |                                                                  |                                                                     |                    |                        |
| 47 | 22   | "GlomAventuras! (PT) Moneytales (BR)" "GlomTales!"                                                                      | Tanner Johnson               | Colleen Evanson                                                  | 10 de setembro de 2019 9 de abril de 2020 23 de maio de 2020        | 222                | 0.23                   |
| Lusinho, que ainda está de castigo, tenta escapar da mansão e se juntar à última aventura da família, mas é constantemente interrompido pelas contra-medidas de Dumbela. Enquanto isso, MacMônei, em uma tentativa final de ganhar a aposta antes do prazo, se junta aos Irmão Metralha, Mark Bico, Don Karnage e Maga para invadir a mansão. Desesperado, Lusinho diz a MacMônei como ganhar em troca de uma parceria. Os vilões então confrontam a família e, conforme as instruções de Lusinho, juntam seus recursos assim que o tempo acaba, fazendo com que MacMônei ganhe a aposta. No entanto, como "MacMônei" é uma identidade falsa, tudo vai para Lusinho. Depois disso, os vilões se voltam contra MacMônei, forçando-o a fugir. Dumbela está feliz que Lusinho aparentemente aprendeu a lição, mas quando ela lhe diz para devolver a companhia a Patinhas, ele hesita. |      | |                              |                                                                  |                                                                     |                    |                        |
| 48 | 23   | "O Pato Mais Rico do Mundo! (PT/BR)" "The Richest Duck in the World!"                                                   | Matthew Humphreys            | Madison Bateman                                                  | 11 de setembro de 2019 10 de abril de 2020 23 de maio de 2020       | 223                | 0.25                   |
| Depois de ganhar efetivamente a aposta, Luisinho decide manter as empresas e fortunas de Patinhas e MacMônei, tornando-o "O Pato Mais Rico do Mundo". No entanto, ele acaba lançando acidentalmente um monstro decidido a destruir a pessoa mais rica do mundo, conhecida como Bombie. Ele tenta escapar da criatura, mas se prova implacável. Luisinho finalmente percebe que a única maneira de impedir o Bombie é ser humilde, então ele engraxa seus sapatos com Patinhas e devolve sua empresa para ele. Enquanto isso, Dumbela tenta fazer contato por rádio com Penumbra, embora Zezinho a faça questionar se elas já foram amigos de verdade. No final das contas, Dumbela recebe uma mensagem de Penumbra, que reafirma sua amizade e a avisa sobre a invasão de Lunaris. |      | |                              |                                                                  |                                                                     |                    |                        |
| 4950 | 2425 | "Invasão Lunar! (PT) Invasão Lunática! (BR)" "Moonvasion!"                                                              | Tanner Johnson e Jason Zurek | Madison Bateman, Colleen Evanson, Christian Magalhaes e Bob Snow | 12 de setembro de 2019 17 de abril de 2020 23 de maio de 2020       | 224225             | 0.17                   |
| Enquanto os Moonlanders iniciam sua invasão, Patinhas reúne aliados para um contra-ataque. No entanto, ele falha e Lunaris revela seu plano de fazer a Terra girar em torno da Lua usando um motor planetário. Em outro lugar, Dumbela leva as crianças para um local seguro, disfarçando isso como uma campanha de recrutamento, mas elas são atacadas e caem em uma ilha; onde eles encontram Donald. Dumbela tenta convencer os outros a não irem embora até que Luisinho a ajude a ver que não há problema em ter experiências ruins, pois haverá experiências boas. Gastão e Peninha logo os encontram e os levam de volta para Patópolis em Mitzi. Enquanto isso, Patinhas relutantemente se junta a MacMônei e supera Lunaris com um dos esquemas idiotas do último. Em resposta, Lunaris foge em sua nave e tenta explodir a Terra, levando a uma batalha espacial contra os Patos. No final, Penumbra chega e danifica o navio de Lunaris, deixando-o encalhado. Posteriormente, os Moonlanders interrompem a invasão e a família comemora, sem saber que a organização secreta F.O.W.L. está vendo. |      | |                              |                                                                  |                                                                     |                    |                        |

### 3ª Temporada (2020-21)
| # | #      | Titulo | Dirigido por | Escrito por | Estreias                                                                     | Código de produção | Audiência (em milhões) |
| --- | ------ | --- | --- | --- | ---------------------------------------------------------------------------- | ------------------ | ---------------------- |
| 51 | 1      | "O Desafio dos Chefes dos Escuteiros! (PT) O Desafio do Escoteiro Sênior! (BR)" "Challenge of the Senior Junior Woodchucks!"    | Matthew Humphreys | Francisco Angones, Madison Bateman, Colleen Evanson, Christian Magalhaes & Bob Snow Teleplay: Angones & Bateman Storyboard: Stephanie Gonzaga, Krystal Ureta & Brandon Warren | 4 de abril de 2020 8 de novembro de 2021 1 de junho de 2020                  | 304                | 0.19                   |
| Huginho e Violeta participam de uma competição para uma promoção a Escoteiro Sênior. No entanto, quando fica claro que Violeta é a melhor escoteira-mírim, Huginho fica desesperado e começa a apelar para o jogo sujo. No final, porém, a consciência de Huginho, aparecendo como um guia de viagem falante dos escoteiros, chega até ele e ele graciosamente desiste. Enquanto isso, Patinhas encontra um mapa para o tesouro da fundadora dos Escoteiros-Mirins, Isabella Finch, apenas para os outros seguirem um pássaro estranho. No final das contas, a família ajuda Patinhas a ver que ter sua própria aventura é mais divertido do que seguir a de outra pessoa, e o pássaro acaba levando-os ao tesouro de Finch: uma lista de tesouros que ela nunca encontrou. A família resolveu encontrar os tesouros, sem saber que F.O.W.L. está espionando-os e planejando a mesma coisa. |        | | | |                                                                              |                    |                        |
| 52 | 2      | "Quack Pack! (PT) TV Qua Quack! (BR)" "Quack Pack!"                                                                             | Tanner Johnson | Francisco Angones, Madison Bateman, Colleen Evanson, Christian Magalhaes & Bob Snow Teleplay: Snow Storyboard: Vince Aparo, Kristen Gish & Victoria Harris | 4 de abril de 2020 9 de novembro de 2021 2 de junho de 2020                  | 303                | 0.19                   |
| Enquanto se preparava para tirar uma foto em grupo, a família percebe que algo está errado e logo descobre que está presa em uma sitcom dos anos 90 chamada Quack Pack. Por meio de uma sequência de flashback, eles descobrem que, durante uma aventura para encontrar a Lâmpada Perdida de Collie Baba, Donald desejou uma vida normal e o gênio, Geninho, realizou seu desejo. A família exige ser mandado de volta, mas Donald se recusa e sai furioso enquanto o desejo começa a lutar para impedir que os outros escapem. No entanto, o ator convidado Pateta ajuda Donald a ver que cada família tem sua própria ideia de "normal" e ele volta para salvar a sua. Eles finalmente encontram a lâmpada e Donald usa seu segundo desejo para desfazer o primeiro. Depois, Donald usa seu último desejo para conseguir a foto de família que queria; retratando-os se aventurando. |        | | | |                                                                              |                    |                        |
| 53 | 3      | "Zero-Zero-Pato em Só Se Choca Duas Vezes! (PT) 00-Pato em: Bata ou Deixe Bater! (BR)" "Double-O-Duck in You Only Crash Twice!" | Jason Zurek | Francisco Angones, Madison Bateman, Colleen Evanson, Christian Magalhaes & Bob Snow Teleplay: Magalhaes Storyboard: Sam King, Kat Marusik, Rachel Paek & Stephan Park | 11 de abril de 2020 10 de novembro de 2021 3 de junho de 2020                | 305                | 0.14                   |
| Ao visitar o o Funso's, Patinhas se vicia em jogos de, enquanto Zezinho e Boing jogam um jogo de espionagem em realidade virtual. Enquanto isso, F.O.W.L. O diretor Bradford Buzzard ordena aos agentes Heron e Bico de Aço que removam Patinhas antes que ele descubra que Funso's é sua base. Para grande desgosto de Heron, porém, Bico de Açocaptura Zezinho e Boing, que ainda pensam que estão no jogo; aumentando a probabilidade de descoberta de F.O.W.L. Heron planeja usar um "Intelli-Ray" para deixar Patinhas burro, mas Bico de Aço sequestra a operação depois que ela o insulta e inadvertidamente aumenta a inteligência de Boingantes de abduzir Zezinho. Bico de Açotenta usar o Intelli-Ray em toda Patópolis, mas o Boingconsegue detê-lo com a ajuda dos ex-ratos de laboratório de F.O.W.L. embora à custa de sua inteligência. Depois disso, a estupidez do Boingo impede de avisar Patinhas sobre F.O.W.L. enquanto Bradford repreende Heron e Bico de Açopor quase comprometer seus planos. |        | | | |                                                                              |                    |                        |
| 54 | 4      | "A Harpa Perdida de Servana! (PT) A Harpa Perdida de Mervana! (BR)" "The Lost Harp of Mervana!"                                 | Tanner Johnson | Francisco Angones, Madison Bateman, Colleen Evanson, Christian Magalhaes & Bob Snow Teleplay: Evanson Storyboard: Vince Aparo, Kristen Gish & Victoria Harris | 18 de abril de 2020 11 de novembro de 2021 13 de dezembro de 2020            | 306                | 0.13                   |
| A família vai para Mervana, uma sociedade subaquática de sereias, para encontrar sua harpa perdida. Dois dos Mervananos, Aleteia e Vero, ensinam Patinhas, Patinhas, Zezinho e Donald seus caminhos enquanto Luisinho, Patrícia e Patilda seguem um som misterioso. Eles eventualmente descobrem que pertence à harpa, um artefato senciente que conta ou confirma a verdade, e descobrem que Mervana caiu no mar depois que seu governante, o rei Honestus, fugiu de seus deveres; se transformando em um monstro. A harpa também faz Patilda revelar as mentiras que contou a Patrícia ao longo dos anos, deixando-a deprimida. Honestus ataca a família, mas Luisinho consegue restaurar a confiança de Patrícia e ajudar todos a lutar contra ele até chegarem à terra, onde os Mervananos crescem pernas e Honestus volta ao normal. Posteriormente, os Mervananos dizem a Honestus que ele não tem que assumir seus deveres sozinho e reconstroem Mervana juntos enquanto a família parte. |        | | | |                                                                              |                    |                        |
| 55 | 5      | "Os Onze do Luisinho! (PT) Onze Patos e um Segredo (BR)" "Louie's Eleven!"                                                      | Matthew Humphreys | Francisco Angones, Madison Bateman, Colleen Evanson, Christian Magalhaes, Ben Siemon & Bob Snow Teleplay: Angones & Bateman Storyboard: Stephanie Gonzaga, Rachel Park, Krystal Ureta & Brandon Warren | 25 de abril de 2020 15 de novembro de 2021 22 de dezembro de 2020            | 307                | 0.16                   |
| Os Três Caballeros estão lutando para encontrar um patrocinador quando são abordados por Luisinho, que oferece um esquema apelidado de "Onze de Luisinho": infiltre-se no partido da criadora de tendências Emma Glamour e coloque-a em seu blog. No entanto, as coisas vão por água abaixoquando Donald fica preso em um elevador com a assistente de Glamour, Margarida, e a própria Glamour vê o plano. Pior ainda, um grupo liderado por Covas rouba o telefone de Glamour para seu empregador, que é filho de Glamour; Bicos. Felizmente, Donald e Margarida, tendo se unido no elevador, conseguem escapar e derrotar Covas. Depois, os Caballeros se apresentam, embora o canto de Donald irrite a todos, exceto Margarida. |        | | | |                                                                              |                    |                        |
| 56 | 6      | "Astro P.A.J.O.! (PT) Astro J.O.A.B.! (BR)" "Astro B.O.Y.D.!"                                                                   | Jason Zurek | Francisco Angones, Madison Bateman, Colleen Evanson, Christian Magalhaes, Ben Siemon & Bob Snow Teleplay: Magalhaes Storyboard: Sam King, Kat Marusik, Rachel Paek & Stephan Park | 2 de maio de 2020 16 de novembro de 2021 23 de dezembro de 2020              | 308                | 0.18                   |
| Huguinho torna-se amigo de Joab durante uma viagem de acampamento, mas o último não funciona. Quando Huguinho o leva para o laboratório, Professor Pardal reconhece Joab como sua criação e insiste que ele é perigoso. Devido ao mau funcionamento de Joab, entretanto, ele relutantemente os leva para Tokyolk para consertá-lo antes que ele se torne uma ameaça; com Patralhão fornecendo proteção. Depois de ser abordado pela Inspetora Tezuka e se separar de Robopato enquanto evitava um roubo, Huguinho e Joab vínculo ainda mais. No entanto, o ex-mentor de Pardal, Dr. Akita, fica sabendo do retorno do androide e assume o controle dele para se vingar. Enquanto lutava com Akita, Pardal se lembra de cuidar de Joab como um menino real, e descobre que Akita substituiu sua programação e forçou o Joab para se tornar uma arma. Com a ajuda de Lampadinha, Pardal vence Akita e se reconcilia com Joab Agora no controle de sua programação, Joab começa a viver para si mesmo enquanto Pardal promove Patralhão. |        | | | |                                                                              |                    |                        |
| 57 | 7      | "O Estrondo por Ragnarok! (PT) No Ringue pelo Ragnarok (BR)" "The Rumble for Ragnarok!"                                         | Tanner Johnson | Francisco Angones, Madison Bateman, Colleen Evanson, Christian Magalhaes, Ben Siemon & Bob Snow Teleplay: Snow Storyboard: Vince Aparo, Kristen Gish & Victoria Harris | 9 de maio de 2020 3 de janeiro de 2022 24 de dezembro de 2020                | 309                | 0.17                   |
| 58 | 8      | "O Fantasma e a Feiticeira! (PT/BR)" "The Phantom and the Sorceress!"                                                           | Matthew Humphreys, Stephanie Gonzaga | Francisco Angones, Madison Bateman, Colleen Evanson, Christian Magalhaes, Ben Siemon & Bob Snow Teleplay : Evanson Storyboard: Adam Henry, Krystal Ureta & Brandon Warren | 21 de setembro de 2020 4 de janeiro de 2022 25 de dezembro de 2020           | 310                | 0.11                   |
| 59 | 9      | "Puseram uma Habitante da Lua na Terra! (PT) Lunáticos na Terra! (BR)" "They Put a Moonlander on the Earth!"                    | Sam King & Jason Zurek | Francisco Angones, Madison Bateman, Colleen Evanson, King, Christian Magalhaes, Ben Siemon & Bob Snow, Teleplay: King & Snow Storyboard: Sam King, Kat Marusik, Rachel Paek & Stephan Park | 28 de setembro de 2020 5 de janeiro de 2022 28 de dezembro de 2020           | 311                | 0.17                   |
| 60 | 10     | "O Engano! (PT) Travessuras... ou Travessuras! (BR)" "The Trickening!"                                                          | Matthew Humphreys | Francisco Angones, Madison Bateman, Colleen Evanson, Christian Magalhaes & Bob Snow Teleplay: Magalhaes Storyboard: Stephanie Gonzaga, Vaugh Tada, Krystal Ureta & Brandon Warren | 5 de outubro de 2020 29 de outubro de 2021 10 de outubro de 2020             | 301                | 0.16                   |
| A pedido de Luisinho, as crianças abandonam os planos de travessuras ou travessuras de Huguinho para o Halloween e se aventuram em uma casa mal-assombrada que supostamente contém doces de anos deixados lá por crianças aterrorizadas. No entanto, eles encontram os monstros Wereduck, Bruxa Vanda, Nosferatu e Frankenstein, que assustam as crianças para conseguirem doces. Vendo que eles não têm nenhum, os monstros decidem levá-los em seu lugar. Enquanto isso, Scrooge fecha a Mansão MacPato para o Halloween, então Dumbela e Donald passam a noite com Boing, que cresceu acreditando que o Halloween é uma maldição anual que ele trouxe ao mundo. Depois de atacar um Scrooge fantasiado, Boing decide voltar para a casa mal-assombrada onde seus problemas começaram e quebrar a "maldição". Assim que os monstros cercam as crianças, Boing aparece e ataca o primeiro com Donald, Dumbela e Patinhas a reboque. Quando o Boing percebe sua loucura e os monstros ficam impressionados com sua "travessura", todos se reconciliam. Huginho decide que a noite ainda pode ser recuperada abrindo a Mansão MacPato para que todos os interessados possam desfrutar de doces "grátis". |        | | | |                                                                              |                    |                        |
| 61 | 11     | "A Fonte Proibida das Clareiras Eternas! (PT) A Fonte Proibida! (BR)" "The Forbidden Fountains of the Foreverglades!"           | Vince Aparo, Kristen Gish & Victoria Harris | Francisco Angones, Madison Bateman, Colleen Evanson, Christian Magalhaes, Ben Siemon & Bob Snow Teleplay: Bateman Storyboard: Vince Aparo, Kristen Gish & Victoria Harris | 12 de outubro de 2020 6 de janeiro de 2022 29 de dezembro de 2020            | 312                | 0.17                   |
| 62–63 | 12–13  | "Vamos ao Perigo! (PT) Vamos Encarar o Perigo! (BR)" "Let's Get Dangerous!"                                                     | Matt Carbonella, Hayley Foster, Stephanie Gonzaga, Victoria Harris, Ben Holm, Diana Huh, Sam King, Kat Marusik, Rachel Paek, Stephan Park, Krystal Ureta, Brandon Warren & Jake Wyatt | Francisco Angones, Madison Bateman, Colleen Evanson, Christian Magalhaes, Ben Siemon & Bob Snow Teleplay: Angones & Evanson Storyboard: Matt Carbonella, Hayley Foster, Stephanie Gonzaga, Victoria Harris, Ben Holm, Diana Huh, Sam King, Kat Marusik, Rachel Paek, Stephan Park, Krystal Ureta, Brandon Warren & Jake Wyatt | 19 de outubro de 2020 10 e 11 de janeiro de 2022 30 e 31 de dezembro de 2020 | 313-314            | 0.20                   |
| 64 | 14     | "Fuga da ImpossiCaixa! (PT) Missão Caixa-Forte! (BR)" "Escape from the Impossibin!"                                             | Vince Aparo, Kristen Gish, Victoria Harris & Ben Holm | Francisco Angones, Madison Bateman, Colleen Evanson, Christian Magalhaes, Ben Siemon & Bob Snow Teleplay: Siemon Storyboard: Vince Aparo, Kristen Gish, Victoria Harris & Ben Holm | 26 de outubro de 2020 18 de abril de 2022 22 de junho de 2021                | 315                | ASD                    |
| 65 | 15     | "A Espada de Cisnantine! (PT) A Espada Dividida de Constancisne (BR)" "The Split Sword of Swanstantine!"                        | Matthew Humphreys | Francisco Angones, Madison Bateman, Colleen Evanson, Christian Magalhaes, Ben Siemon & Bob Snow Teleplay: Magalhaes & Snow Storyboard: John Conway, Hayley Foster, Stephanie Gonzaga, Ben Holm, Krystal Ureta & Brandon Warren                                                                                                | 2 de novembro de 2020 19 de abril de 2022 24 de maio de 2021                 | 316                | 0.13                   |
| 66 | 16     | "Os Novos Deuses! (PT) Barrados no Olimpo (BR)" "New Gods on the Block!"                                                        | Jason Zurek | Francisco Angones, Madison Bateman, Colleen Evanson, Megan Gonzalez, Christian Magalhaes, Ben Siemon & Bob Snow Teleplay: Gonzalez Storyboard: Sam King, Kat Marusik & Stephan Park | 9 de novembro de 2020 20 de abril de 2022 25 de maio de 2021                 | 317                | 0.13                   |
| 67 | 17     | "A Primeira Aventura! (PT/BR)" "The First Adventure"                                                                            | Vince Aparo & Tanner Johnson | Francisco Angones, Madison Bateman, Colleen Evanson, Megan Gonzalez, Christian Magalhaes, Ben Siemon & Bob Snow Teleplay : Magalhaes Storyboard : Aaron Austin, Aparo, Kristen Gish & Victoria Harris | 16 de novembro de 2020 21 de abril de 2022 26 de maio de 2021                | 318                | 0.16                   |
| 68 | 18     | "A Luta pelo Castelo McPato! (PT) A Batalha pelo Castelo McPato (BR)" "The Fight for Castle McDuck!"                            | Matthew Humphreys | Francisco Angones, Madison Bateman, Colleen Evanson, Christian Magalhaes, Ben Siemon & Bob Snow Teleplay : Bateman Storyboard: Hayley Foster, Stephanie Gonzaga, Krystal Ureta & Brandon Warren | 23 de novembro de 2020 22 de abril de 2022 27 de maio de 2021                | 319                | 0.17                   |
| 69 | 19     | "Como o Pai Natal Roubou o Natal! (PT) Como o Papai Noel Roubou o Natal (BR)" "How Santa Stole Christmas!"                      | Jason Zurek | Francisco Angones, Madison Bateman, Colleen Evanson, Christian Magalhaes & Bob Snow Teleplay: Evanson Storyboard: Sam King, Kathryn Marusik & Stephan Park | 30 de novembro de 2020 17 de dezembro de 2021 5 de junho de 2021             | 302                | 0.14                   |
| 70 | 20     | "Penas Dentro da Casca! (PT) O Bico do Futuro (BR)" "Beaks in the Shell!"                                                       | Jason Zurek | Francisco Angones, Madison Bateman, Colleen Evanson, Christian Magalhaes, Ben Siemon & Bob Snow Teleplay: Siemon Storyboard: Emmy Cicierega, Sam King, Kathryn Marusik & Stephan Park | 22 de fevereiro de 2021 25 de abril de 2022 28 de maio de 2021               | 320                | 0.10                   |
| 71 | 21     | "A Carga Perdida de Kit Chuta-Nuvens! (PT) A Carga Perdida de Kiko Chutanuvens (BR)" "The Lost Cargo of Kit Cloudkicker"        | Tanner Johnson | Francisco Angones, Madison Bateman, Colleen Evanson, Johnson, Christian Magalhaes, Ben Siemon & Bob Snow Teleplay: Evanson & Johnson Storyboard: Vince Aparo, Kristen Gish, Victoria Harris & Ben Holm | 1 de março de 2021 26 de abril de 2022 7 de junho de 2021                    | 321                | 0.13                   |
| 72 | 22     | "A Vida e os Crimes de Patinhas McPato! (PT) A Vida e os Crimes de Patinhas (BR)" "The Life and Crimes of Scrooge McDuck!"      | Matthew Humphreys | Francisco Angones, Madison Bateman, Colleen Evanson, Christian Magalhaes, Ben Siemon & Bob Snow Teleplay: Snow Storyboard: Hayley Foster, Stephanie Gonzaga, Krystal Ureta & Brandon Waren | 8 de março de 2021 18 de julho de 2022 8 de junho de 2021                    | 322                | 0.11                   |
| 737475 | 232425 | "A Última Aventura! (PT/BR)" "The Last Adventure!"                                                                              | Francisco Angones, Madison Bateman, Colleen Evanson, Christian Magalhaes, Ben Siemon & Bob Snow                                                                                       | Teleplay: Angones, Bateman, Magalhaes, Siemon & Snow Storyboard: Vince Aparo, Kristen Gish, Stephanie Gonzaga, Victoria Harris, Sam King, Kathryn Marusik, Stephan Park, Krystal Ureta, Matthew Carbonella, Johnny Castuciano, Hayley Foster, Catherine Harman, Ben Holm, Antony Mazzotta & Brandon Warren                    | 15 de março de 2021 19, 20 e 21 de julho de 2022 9, 10 e 11 de junho de 2021 | 323324325          | 0.20                   |

## Curtas

### Bem-vindos à Patolândia!
| # | Título                                                                      | Dirigido por | Escrito por | Estreias                                                          |
| - | --------------------------------------------------------------------------- | ------------ | ----------- | ----------------------------------------------------------------- |
| 1 | "Donald (PT) Fica Tranquilo, Donald! (BR)" "Donald's Birthday"              | ASD          | ASD         | 9 de junho de 2017 17 de novembro de 2017 11 de janeiro de 2018   |
| 2 | "Tio Patinhas (PT) Morando com o Tio Patinhas (BR)" "Meet Scrooge!"         | ASD          | ASD         | 9 de junho de 2017 25 de novembro de 2017 16 de janeiro de 2018   |
| 3 | "Huguinho (PT) Conheça a Huguinho (BR)" "Meet Huey!"                        | ASD          | ASD         | 9 de junho de 2017 26 de novembro de 2017 3 de janeiro de 2018    |
| 4 | "Capitão Boing (PT) Conheça o Capitão Boing (BR)" "Meet Launchpad McQuack!" | ASD          | ASD         | 16 de junho de 2017 4 de dezembro de 2017 24 de janeiro de 2018   |
| 5 | "Patilda (PT) Conheça a Madame Patilda (BR)" "Meet Mrs. Beakley!"           | ASD          | ASD         | 16 de junho de 2017 19 de novembro de 2017 29 de janeiro de 2018  |
| 6 | "Patrícia (PT) Conheça a Patrícia (BR)" "Meet Webby Vanderquack!"           | ASD          | ASD         | 16 de junho de 2017 18 de novembro de 2017 4 de fevereiro de 2018 |

### 30 Coisas
| # | Título                                                   | Dirigido por | Escrito por | Estreias                                 |
| - | -------------------------------------------------------- | ------------ | ----------- | ---------------------------------------- |
| 1 | "30 Coisas Sobre Huguinho (PT)" "30 Things With Huey"    | ASD          | ASD         | 1 de maio de 2018 5 de setembro de 2018  |
| 2 | "30 Coisas Sobre Patrícia (PT)" "30 Things With Webby"   | ASD          | ASD         | 2 de maio de 2018 26 de setembro de 2018 |
| 3 | "30 Coisas Sobre Zézinho (PT)" "30 Things With Dewey"    | ASD          | ASD         | 3 de maio de 2018 12 de setembro de 2018 |
| 4 | "30 Coisas Sobre Luisinho (PT)" "30 Things With Lusinho" | ASD          | ASD         | 4 de maio de 2018 19 de setembro de 2018 |

### Patrícia Reage A...
| # | Título                                                                                        | Dirigido por | Escrito por | Estreias                                   |
| - | --------------------------------------------------------------------------------------------- | ------------ | ----------- | ------------------------------------------ |
| 1 | "Webby Reacts To: Andi Mack" - "Bex's Secret"                                                 | ASD          | ASD         | 8 de maio de 2018                          |
| 2 | "Webby Reacts To: Andi Mack" - "Ummm"                                                         | ASD          | ASD         | 10 de maio de 2018                         |
| 3 | "Patrícia reage a... Z-O-M-B-I-E-S (PT)" "Webby Reacts To: ZOMBIES"                           | ASD          | ASD         | 12 de maio de 2018 1 de novembro de 2018   |
| 4 | "Patrícia Reage a... Irmã do Meio (PT)" "Webby Reacts To: Stuck in the Middle"                | ASD          | ASD         | 16 de maio de 2018 27 de novembro de 2018  |
| 5 | "Patrícia Reage a... A Raven Voltou (PT)" "Webby Reacts To: Raven's Home"                     | ASD          | ASD         | 18 de maio de 2018 16 de abril de 2019     |
| 6 | "Patrícia Reage a... Os Descendentes 2: What's My Name (PT)" "Webby Reacts To: Descendants 2" | ASD          | ASD         | 24 de maio de 2018 31 de outubro de 2018   |
| 7 | "Patrícia Reage a... Os Descendentes 3 (PT)" "Webby Reacts To: Descendants 3"                 | ASD          | ASD         | 26 de maio de 2018 19 de fevereiro de 2019 |

### A Armadilha Mortífera Mais Longa do Mundo!
| # | Título | Dirigido por      | Escrito por | Estreias                                                       |
| - | --- | ----------------- | ----------- | -------------------------------------------------------------- |
| 1 | "A Armadilha Mortífera Mais Longa do Mundo! Parte 1/5 (PT) A Armadilha Mais Longa do Mundo! Parte #1 (BR)" "The World's Longest Deathtrap! Part 1" | Matthew Humphreys | Rachel Vine | 27 de maio de 2018 3 de março de 2019 1 de outubro de 2018     |
| 2 | "A Armadilha Mortífera Mais Longa do Mundo! Parte 2/5 (PT) A Armadilha Mais Longa do Mundo! Parte #2 (BR)" "The World's Longest Deathtrap! Part 2" | Matthew Humphreys | Rachel Vine | 3 de junho de 2018 10 de março de 2019 17 de outubro de 2018   |
| 3 | "A Armadilha Mortífera Mais Longa do Mundo! Parte 3/5 (PT) A Armadilha Mais Longa do Mundo! Parte #3 (BR)" "The World's Longest Deathtrap! Part 3" | Matthew Humphreys | Rachel Vine | 19 de junho de 2018 17 de março de 2019 24 de outubro de 2018  |
| 4 | "A Armadilha Mortífera Mais Longa do Mundo! Parte 4/5 (PT) A Armadilha Mais Longa do Mundo! Parte #4 (BR)" "The World's Longest Deathtrap! Part 4" | Matthew Humphreys | Rachel Vine | 17 de junho de 2018 24 de março de 2019 6 de dezembro de 2018  |
| 5 | "A Armadilha Mortífera Mais Longa do Mundo! Parte 5/5 (PT) A Armadilha Mais Longa do Mundo! Parte #5 (BR)" "The World's Longest Deathtrap! Part 5" | Matthew Humphreys | Rachel Vine | 24 de junho de 2018 31 de março de 2019 12 de dezembro de 2018 |

### A Noite do Zezinho!
| # | Título                                                                       | Dirigido por   | Escrito por | Estreias                                                          |
| - | ---------------------------------------------------------------------------- | -------------- | ----------- | ----------------------------------------------------------------- |
| 1 | "A Assistente (PT) Entrevista com a Patrícia Vanderpato (BR)" "The Sidekick" | Tanner Johnson | Rachel Vine | 8 de julho de 2018 3 de fevereiro de 2019 23 de janeiro de 2019   |
| 2 | "A Entrevista (PT/BR)" "The Interview"                                       | Tanner Johnson | Rachel Vine | 15 de julho de 2018 10 de fevereiro de 2019 10 de janeiro de 2019 |
| 3 | "Vai Chocar??? (PT) Será que Bate? (BR)" "Will It Crash?!"                   | Tanner Johnson | Rachel Vine | 22 de julho de 2018 17 de fevereiro de 2019 30 de janeiro de 2019 |
| 4 | "Hora da Cama (PT) Hora de Dormir (BR)" "Bedtime"                            | Tanner Johnson | Rachel Vine | 28 de julho de 2018 24 de fevereiro de 2019 2 de janeiro de 2019  |

### Disney Theme Song Takeover
| # | Título                          | Dirigido por   | Escrito por       | Estreias            |
| - | ------------------------------- | -------------- | ----------------- | ------------------- |
| 1 | "Launchpad Theme Song Takeover" | Vince Aparo    | Francisco Angones | 27 de junho de 2019 |
| 2 | "MacMônei Theme Song Takeover"  | Tanner Johnson | Tanner Johnson    | 19 de julho de 2019 |

### Top 4 Favorites
| # | Título                    | Dirigido por | Escrito por | Estreias             |
| - | ------------------------- | ------------ | ----------- | -------------------- |
| 1 | "Webby's Top Disguises"   | ASD          | ASD         | 23 de julho de 2019  |
| 2 | "Lusinho's Top Treasures" | ASD          | ASD         | 30 de julho de 2019  |
| 3 | "Webby's Top Monsters"    | ASD          | ASD         | 11 de agosto de 2019 |
| 4 | "Huey's Top Tech"         | ASD          | ASD         | 18 de agosto de 2019 |
| 5 | "Dewey's Top Quests"      | ASD          | ASD         | 25 de agosto de 2019 |